# Break Free
Singles de Ariana Grande
Problem
(2014) Best Mistake
(2014)
Singles par Zedd
Find You
(2014)
Break Free est une chanson de la chanteuse américaine Ariana Grande, en collaboration avec le DJ allemand Zedd. Elle est sortie le 3 juillet 2014 en tant que deuxième single de l'album My Everything.

## Vidéoclip
Ariana Grande s'est inspirée de grands films de la science-fiction comme Star Wars ou Star Trek et d'autres films de SF des années 60 comme Barbarella pour réaliser le clip de Break Free, dans lequel la chanteuse se transforme en super-héroïne galactique combattant des aliens esclavagistes.

## Classements
| Classement (2014-15)                    | Meilleure position |
| --------------------------------------- | ------------------ |
| Allemagne (Media Control AG)            | 12                 |
| Australie (ARIA)                        | 3                  |
| Autriche (Ö3 Austria Top 40)            | 5                  |
| Belgique (Flandre Ultratop 50 Singles)  | 20                 |
| Belgique (Wallonie Ultratop 50 Singles) | 21                 |
| Danemark (Tracklisten)                  | 19                 |
| Espagne (PROMUSICAE)                    | 14                 |
| Finlande (Suomen virallinen lista)      | 4                  |
| France (SNEP)                           | 27                 |
| Italie (FIMI)                           | 16                 |
| Norvège (VG-lista)                      | 4                  |
| Nouvelle-Zélande (RMNZ)                 | 5                  |
| Pays-Bas (Nederlandse Top 40)           | 6                  |
| Suède (Sverigetopplistan)               | 6                  |
| Suisse (Schweizer Hitparade)            | 15                 |